# Big Badja River
Der Big Badja River ist ein kleiner Fluss im Südosten des australischen Bundesstaates New South Wales. 
Er entspringt nordöstlich von Badja (bestehend aus den Ortsteilen Little Badja und Big Badja) am Westrand des Deua-Nationalparks auf der Great Dividing Range. Von dort fließt der Big Badja River nach Südwesten und mündet bei Numeralla in den Numeralla River.
Das sumpfige Quellgebiet des Flusses und seines Nebenflusses Peppers Creek bildet die Badja Swamps Nature Reserve, ein staatliches Naturschutzgebiet unterhalb des Big Badja Hill innerhalb der Grenzen des Deua-Nationalparks.